# بطولة أرامكو السعودية النسائية الدولية للقولف
بطولة أرامكو السعودية النسائية الدولية للقولف هي مسابقة غولف تقام في الفترة من 4 إلى 7 نوفمبر في نادي وملعب رويال غرينز على ساحل البحر الأحمر، في مدينة الملك عبد الله الاقتصادية. بمشاركة 100 لاعبة من مختلف أنحاء العالم يتواجهن لفرصة التتويج باللقب والحصول على أكبر حصة من جائزة البطولة المقدمة من صندوق الاستثمارات العامة والتي تصل إلى مليون دولار أمريكي. أُعلن أيضًا أن تذاكر الحضور للبطولة ستكون مجانيةً ومتاحةً للراغبين في مشاهدة المنافسات عبر موقع البطولة الإلكتروني.